# Ендрю Сінклер
Е́ндрю Сі́нклер (англ. Andrew Sinclair; 13 квітня 1794, Пейслі, Шотландія 26 березня 1861, Ранґітата-Рівер, Нова Зеландія, був британським хірургом, відомим своїми ботанічними колекціями. Між 1844 і 1856 роками він обіймав посаду міністра колоній Нової Зеландії.

## Ранні роки
Сінклер народився в Пейслі, Ренфрюшир, Шотландія, 13 квітня 1794 року в родині ткача Джона Сінклера та Агнес Ренфрю. Він вивчав медицину в Університетському коледжі Глазго у 1814—1816 роках, а потім протягом року навчався на хірурга в лікарні Шаріте в Парижі. Він здобув вищу освіту в Единбурзькому університеті, де у 1818 році отримав ступінь доктора медицини (MD).

## Служба на флоті
Сінклер вступив до військово-морського флоту асистентом хірурга в 1822 році та став хірургом у 1829 році. Між 1823 і 1833 роками він служив на кораблі Owen Glendower Шаблон:HMS, дислокованому переважно на мисі Доброї Надії та в Середземному морі. Значну частину свого вільного часу він присвячував колекціонуванню ботанічних та зоологічних зразків, багато з яких надсилав до Британського музею.
Він продовжив відвідувати лекції з медицини та в 1835 році плавав на HMS Sulphur під час геодезичної експедиції вздовж узбережжя Південної Америки під командуванням капітана Фредеріка Вільяма Бічі, а згодом сера Едварда Белчера. Сінклер збирав рослини в Каліфорнії, Мексиці, Центральній Америці та Бразилії, і далі надсилав гербарні зразки до Британського музею або К'ю-Гарденс. У цей період він здобув репутацію ретельного колекціонера. Він повернувся до Англії в 1839 році через погіршення здоров'я.

## Судна для каторжників
Коли Сінклер відновив здоров'я, він почав працювати хірургом на кораблях для каторжників, що прямували до Австралії, і мав можливість збирати матеріали в кількох австралійських портах. У 1841 році він відвідав затоку Островів на HMS Favourite, прибувши туди 26 жовтня. Він зустрів групу капітана Джеймса Кларка Росса, яка прямувала у свою антарктичну експедицію. Він приєднався до місіонера Вільяма Коленсо (також завзятого ботаніка) та Джозефа Далтона Гукера (помічника хірурга Росса та одного з засновників географічної ботаніки) у кількох ботанічних експедиціях у затоці Айлендс. Він подарував Британському музеєві чудову колекцію мушель та комах, що спонукало співробітників розпочати складання першого систематичного каталогу. Він повернувся до Шотландії у 1842 році.
Сінклер прибув до Тасманії у вересні 1843 року на каторжному кораблі «Азіатік». На зворотному шляху він звільнився у Сіднеї, оскільки це був кінець його терміну служби. Там він зустрів Роберта Фіцроя, який прямував до Нової Зеландії в статусі новообраного губернатора. Між чоловіками виникла довіра, і Фіцрой запропонував Сінклеру безплатну поїздку до Окленда, тодішньої столиці Нової Зеландії, куди вони прибули 23 грудня 1843 року.

## Міністр колоній Нової Зеландії

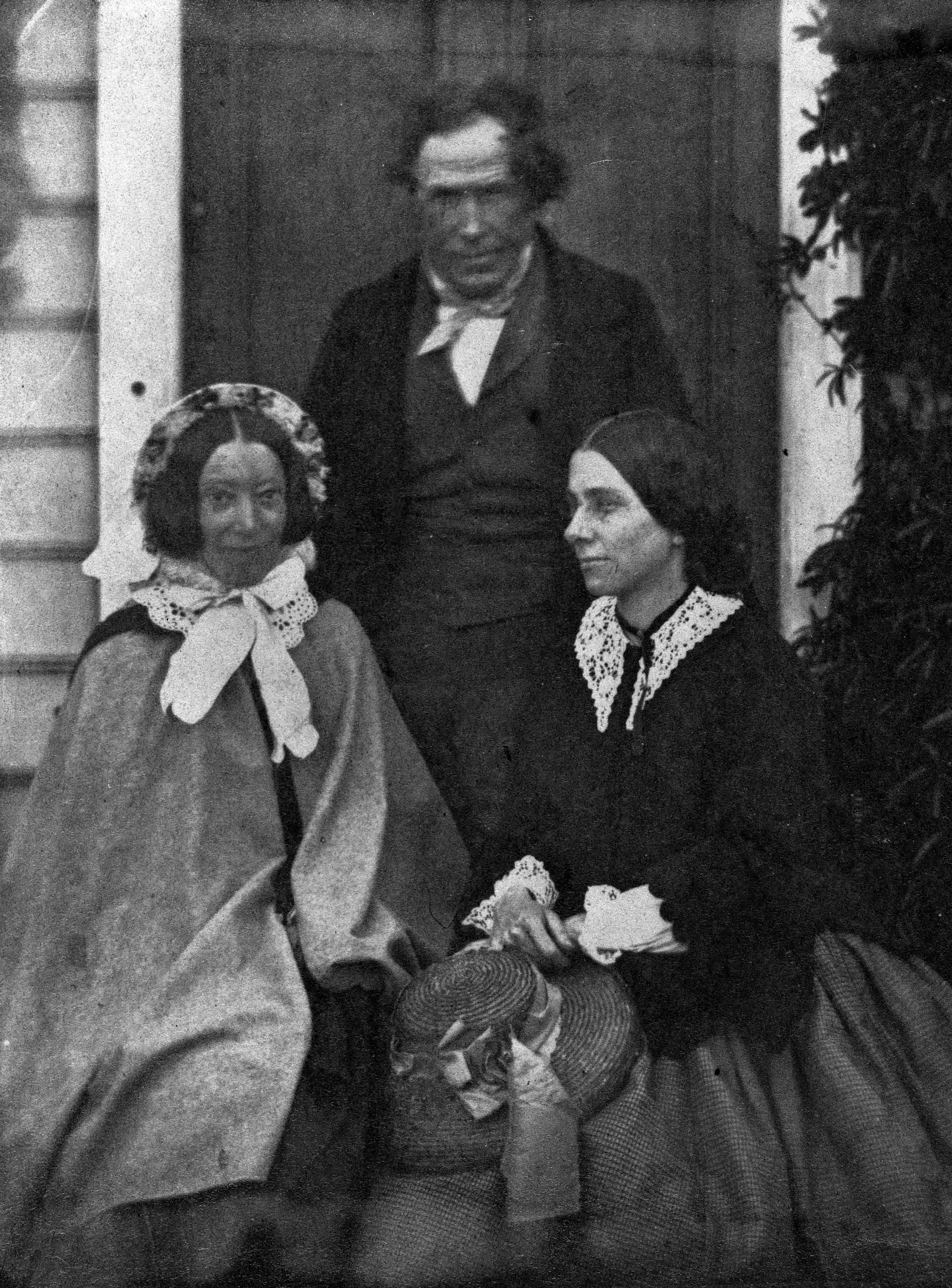
Сінклер з дружинами політиків: Бетією Фетерстон (ліворуч) та Джессі Кроуфорд

Справи в Новій Зеландії були в набагато гіршому стані, ніж видавалось Фіцрою. Колонія збанкрутувала, вона щойно пережила свій перший конфлікт між поселенцями та маорі, в затоці Островів назрівав новий конфлікт, поселенці втратили довіру до уряду, а невдоволення серед маорі було поширеним явищем. Фіцрой негайно звільнив Вілловбі Шортленда, який на посаді міністра у справах колоній виконував обов'язки губернатора з моменту смерті Вільяма Гобсона у вересні 1842 року.
Фіцрой не хотів призначати на посаду міністра у справах колоній нікого, пов'язаного з будь-якою політичною фракцією, і закликав Сінклера взяти на себе цю роль. Той спочатку відмовився, посилаючись на свою недосвідченість в адміністративних питаннях, але зрештою погодився врятувати губернатора від незручної ситуації. Сінклер був призначений міністром у справах колоній 6 січня 1844 року та викликаний до Законодавчої ради 8 січня.
Сінклер обіймав посаду міністра у справах колоній за часів Фіцроя (до 18 листопада 1845 року), Джорджа Ґрея (18 листопада 1845 року — 3 січня 1854 року), виконувача обов'язків губернатора Роберта Віньярда (3 січня 1854 року — 6 вересня 1855 року) та Томаса Ґора Брауна (з 6 вересня 1855 року). Його перебування на посаді закінчилося через дванадцять років, коли Нова Зеландія отримала відповідальний уряд, а перший прем'єр-міністр Генрі Сьюелл 7 травня 1856 року обійняв посаду міністра у справах колоній. Під час свого перебування на посаді він боровся з напруженістю між поселенцями та губернатором. Йому приписують підготовку персоналу, який сформував основу ефективної державної служби Нової Зеландії. Сінклера вважали «чесним, праведним, скрупульозним і працьовитим». Його політичну кар'єру описують як нічим не примітну.

## Пізніше життя
Сінклер вийшов на пенсію, повернувся до Шотландії, а також провів деякий час у Європі. Він обговорював наукові питання з Чарльзом Дарвіном, Томасом Генрі Гакслі та Річардом Оуеном. Він став членом Ліннеївського товариства в 1857 році. Сінклер повернувся до Нової Зеландії в 1859 році, щоб зібрати на Південному острові та на острові Стюарт матеріал для доповнення до «Довідника Гукера з флори Нової Зеландії». Він домовився із сером Юліусом фон Гаастом дослідити гору Кука, але 26 березня 1861 року потонув, намагаючись перетнути повноводну річку Ранґітата. У Річарда Стрінґера та Сінклера було по одному коневі. Їхній план полягав у тому, щоб переправити коня через річку та відправити його назад до другого чоловіка. Сінклер поїхав до острова посеред річки та спробував відправити коня назад, але той поніс на протилежний бік. Сінклер поплив за ним, але потонув. Його поховали на станції Месопотамія Семюеля Батлера неподалік. Сінклер ніколи не був одруженим.
Його зоологічні зразки, головним чином губки та зоофіти, були здебільшого подаровані Британському музею, а його рослини — серу Вільяму Гукеру, який увічнив його пам'ять у тропічному американському роді айстрових, Sinclairia. Його рослини були описані переважно в працях Гукера та Арнотта «Botany of Beechey's Voyage» та «Botany of the Voyage of the Sulphur» Бентама. 16 новозеландських рослин було названо на честь Сінклера, включно з Meryta sinclairii, популярним деревом в озелененні прибережних районів.
Він опублікував статтю «Зауваження щодо Physalia pelagica» в Тасманійському журналі природничих наук, т. I (1842) та лист «Про рослинність Окленда» до «Журналу ботаніки» Гукера, т. III (1851).